# Polygonia martinae
Polygonia martinae är en fjärilsart som beskrevs av William Higgins Coleman 1919. Polygonia martinae ingår i släktet Polygonia och familjen praktfjärilar. Inga underarter finns listade i Catalogue of Life.